# Edward Herrera
Pour les articles homonymes, voir Herrera.
Edward Herrera, né le 14 juillet 1986 à Pietà à Malte, est un footballeur international maltais, évolue au poste d'arrière droit à Birkirkara FC depuis 2012.

## Biographie

### Sélection
Edward Herrera est convoqué pour la première fois par le sélectionneur national Dušan Fitzel pour un match amical face à la Bulgarie en entrant à la 57e minute pour remplacer Kevin Sammut, le 18 novembre 2009 (défaite 4-1). Le 10 septembre 2013, il marque son premier but en équipe de Malte lors d'un match des éliminatoires de la Coupe du monde 2014 face à la Bulgarie (défaite 2-1).
Il compte 15 sélections et 1 but avec l'équipe de Malte depuis 2009.

## Palmarès
- Hibernians :
  - champion de Malte en 2009
  - vainqueur de la Coupe de Malte en 2012

- Birkirkara :
  - champion de Malte en 2013
  - vainqueur de la Supercoupe de Malte en 2013.

## Statistiques

### Buts en sélection
Le tableau suivant liste tous les buts inscrits par Edward Herrera avec l'équipe de Malte.